# Khalid Abdul Muhammad
Khalid Abdul Muhammad (né Harold Moore le 2 janvier 1948 à Houston, et mort le 17 février 2001 à Atlanta) est une personnalité politique afro-américaine principalement connue pour avoir été le porte-parole de la Nation of Islam jusqu'en 1993 puis le président du New Black Panthers Party. Il fut une figure importante du nationalisme noir aux États-Unis dans sa version suprématiste et du panafricanisme.

## Biographie
Né Harold Moore Jr à Houston (Texas), il étudie à la Black Phyllis Wheatley High School puis obtient un diplôme de théologie à la Dillard University (Louisiane) avant de devenir prêtre à la Sloan Memorial Methodist Church.
En 1970, il rejoint Nation of Islam, alors sous la direction d'Elijah Muhammad, et change de nom. Il devient recruteur pour le mouvement puis responsable régional, conseiller de Louis Farrakhan et porte-parole national du mouvement.
Dans cette dernière fonction, Khalid Abdul Muhammad gagna rapidement en notoriété pour ses discours qualifiés anti-blancs, antisémites et homophobes selon l'Anti-Defamation League.
« If he won't get out of town by sundown, we kill everything white that ain't right in South Africa. I say if they don't get out of town, we kill the men, we kill the women, we kill the children, we kill the babies, we kill the blind, we kill the cripple,  we kill the crazy, we kill the faggots, we kill the lesbians... I say God damn it we kill them all! (...)Why kill the babies? (...) They gonna grow up one day and rule your babies, kill them now. » ,
« I say you call yourself Goldstein, Silverstein, and Rubinstein because you're stealing all the gold and silver and rubies all over the earth... » 
Ou des propos révisionnistes:
« Tell us you lost 6 million. Historians, scholars, scientists, they went to some of the death camps. It wasn't 6 million, it wasn't 5 million, it wasn't 4 million, it wasn't even 3 million. Some of them say we'd be hard-pressed to get 1,5 million. Reports on the 6 million Jews murdered by the Nazis were bloated, exaggerated, probably fabricated. » 
Sa haine revendiquée des blancs et des juifs s'étendait aussi aux noirs qu'il considérait comme des traîtres.
« When white folks can't defeat you they'll always find some Negro, some boot-licking, butt-licking, bamboozled, half-baked, half-fried, sissified, punkified, pasteurized, homogenized Nigger that they can trot out in front of you. » 
Après ces multiples scandales, il est réprimandé par Nation of Islam et il quitte le mouvement.
En 1998, il organise une manifestation (nommée Million Youth March) à New York. Malgré les réticences de la mairie de New York, la manifestation rassemble 6000 manifestants. Muhammad y tiens un discours dans lequel il exhorte son auditoire à frapper et à tirer sur des policiers.
Khalid Abdul Muhammad meurt brutalement d'un anévrisme intra-crânien le 17 février 2001 à Atlanta.